# 식스나인
식스나인(영어: 6ix9ine, 1996년 7월 2일 ~ )은 미국의 래퍼, 작곡가이다. 

## 논란
2015년 아동 성범죄 혐의로 4년의 보호 관찰 기간과 1000시간의 지역 사회 봉사를 선고하였으며, 2019년 2월 1일 9가지 혐의에 유죄를 선고하여 징역 40년형 이상이 예상되었으나 2019년 12월 20일 사법거래를 통해 징역 2년을 선고하였다. 2020년 미국의 코로나19 범유행으로 인해 교도소에 집단감염이 있을 수 있다며 4월 2일 조기 석방되었다.

## 음반 목록
- Dummy Boy (2018)